# Tom Wesselmann
Tom Wesselmann, né le 23 février 1931 à Cincinnati (Ohio) et mort à New York le 17 décembre 2004 est un peintre américain, et avec Roy Lichtenstein et Andy Warhol, l'un des représentants les plus connus du mouvement américain du Pop Art.

## Biographie
Né en février 1931, Tom Wesselmann fréquente jusqu'en 1951 l'Hiram Collège puis étudie la psychologie à l'université de Cincinnati. Il est incorporé dans l'armée en 1952 et, en réaction, commence à dessiner. Il reprend ensuite ses études, s'inscrit en 1954 à l'Art Academy (Académie des beaux-arts) de Cincinnati et en 1956 à la Cooper Union for the Advancement of Science and Art de New York. Il est alors impressionné lors d'une visite du MOMA par les œuvres de Robert Motherwell et de Willem de Kooning. En 1957, il se lie avec Claire Selley, également étudiante à la Cooper Union qui devient son modèle et sa femme en 1963. Il a eu 3 enfants.
Dès sa sortie de l'école, en 1959, Wesselman entame sa carrière artistique. Voulant se démarquer des courants abstraits en vigueur à ce moment, il décide de s'attaquer aux thèmes traditionnels de la peinture, les nus, les natures mortes, les intérieurs, les portraits, etc. Il cherche de la sorte à se défaire de la forte influence de Willem de Kooning afin de trouver sa propre voie. Il donnera ainsi naissance à différentes séries, notamment les Great American Nudes et les Still Lifes qui le rendront célèbre.
Il a recours au collage et aux juxtapositions, n'hésitant pas à intégrer de véritables objets et des emprunts à l'histoire de l'art au sein d'un tableau. Bien que réticent envers l'expression, Wesselmann est bientôt associé au mouvement du Pop Art au sein duquel il exposera fréquemment.
Il se passionne pour la psychanalyse, et peint des nus, des pieds, des mains, des bouches ou des artifices de la féminité. Il rencontre la scénariste française Danièle Thompson dans une galerie d'art. Elle pose pour lui pendant deux ans. Ils deviennent des amis. De lui, elle dit : « Il avait cet aspect direct, sans artifices, cette sincérité idéaliste qu’on peut trouver aux Etats-Unis. C’était un bûcheron qui avait décidé de faire de l’art », et encore « Il décompose les corps, ajoute d’autres éléments sur la toile, on est très loin de la pin-up. Dans ses toiles, on peut voir une certaine volupté, bien sûr, mais aussi quelque chose de glaçant ». Plus tard, en 1983, Wesselmann a l'idée de découper du métal des lignes de dessin pouvant être accrochées au mur. Ce sont les Steel Drawings (dessin d'acier). Les lignes du dessin sont directement découpées dans l'acier et souvent peintes. La froideur du métal contraste avec la souplesse des lignes, représentant souvent des nus. Le mur où est accroché l'œuvre devient pour ainsi dire la feuille de papier du dessin. Pour concrétiser cette idée, Wesselmann doit cependant attendre que la technologie de découpe au laser se perfectionne.
À la fin de sa vie, il fait un retour à l'abstraction, sans pour autant renier l'aspect figuratif de ses tableaux.
Il réalise sa première exposition personnelle en 1961, à la galerie Tanager de New York. Bien que connu et bénéficiant d'expositions majeures à l'étranger, il faut attendre le printemps 2012 avant qu'une exposition rétrospective lui soit consacrée en Amérique du Nord, au Musée des beaux-arts de Montréal. En 2018 une rétrospective lui est consacrée, sous le titre La promesse du bonheur, au  Nouveau musée national de Monaco (Villa Paloma). 
En 1980, il publie un essai sur le développement de sa peinture sous le pseudonyme de Slim Stealingworth, ouvrage qui contribua à le faire connaître, surtout en Asie et en Europe.
Wesselmann était un grand amateur et un auteur-compositeur de musique country. Il a composé plus de 400 chansons dans ce genre. Sa chanson I Love Doing Texas With You fait partie de la trame sonore du Secret de Brokeback Mountain d'Ang Lee.
Il décède en 2004 des suites d'une opération cardiaque.

## L'œuvre
L'œuvre de Tom Wesselman se divise en deux séries majeures, de grands nus féminins (Great American nude) et des natures mortes (Still life), réalisées à partir de collages d'images découpées dans des magazines et d'objets trouvés. Ses nus, qu'il commence dès le début de sa carrière, attirent rapidement l'attention sur lui.
L'érotisme est constamment présent dans la série de ses Grands nus américains, composés dans des formes planes et simplifiées. Wesselman en souligne fortement la bouche, les seins, les hanches et les cuisses, à la façon d'images publicitaires. L'environnement en est quelconque, salon ou chambre où apparaissent cependant aux murs des portraits de personnages historiques américains (George Washington et Abraham Lincoln dans les Still life nr. 3 et 28 de 1963) ou des tableaux, notamment de Paul Cézanne, Matisse, Mondrian, Motherwell ou Liechtenstein. Philippe Dagen estime cependant qu'"il apparaît dès les œuvres du début des années 1960 que le sujet de Wesselmann n’est pas le corps de la femme comme objet de son désir, mais sa réduction aux signes visuels simplistes de la publicité",
Dans Bathtub 3 (1963), une femme nue, debout dans une baignoire bleue, se sèche le dos. Sa silhouette est aussi pâle que les murs, par rapport à l'intensité colorée des objets, panier à linge bleu, rideau de douche rouge, serviette éponge jaune posée sur une tringle chromée).
Dans Great American Nude nr. 56 (1964), Wesselman, selon un procédé qui lui est familier, représente une jeune femme nue au corps nu bronzé sur lequel se découpent les marques plus claires de son bikini. Tandis que les pointes des seins et les poils pubiens sont toujours dans ses œuvres particulièrement mis en évidence, les traits des visages, hormis les lèvres, sont presque toujours absents.
Great American Nude nr. 54 (1964) et Great American Nude nr. 92 (1967) sont également représentatifs de ses nus féminins à la fois provocants et dépersonnalisés.
En 2003, Wesselman introduit l'une de ses dernières références à Matisse dans  Sunset Nude with Matisse Odalisque.

### Quelques autres œuvres
- 1962 : Still Life N°. 20, Buffalo AKG Art Museum
- 1963 :
  - Bathtub 3, au Musée Ludwig, à Cologne
  - Still Life N°. 30, Museum of Modern Art, à New York
- 1964 :
  - Landscape N°.2, au Musée Ludwig, à Cologne
  - Great American Nude No. 54, au Museum Moderner Kunst Stiftung Ludwig (MUMOK), à Vienne
  - Interior N°. 3, collection privée, à Bruxelles
- 1967 : Great American Nude N°. 98, au Musée Ludwig, à Cologne.
- 1973 : Bedroom painting n° 31, Musée de Grenoble
- 1985 : Standing Nude (Variation N°. 7), Musée des beaux-arts de Montréal
- 1990 : Still life with fruit and flowers
- 1993 : Nude Lying Back
- 2003 : Sunset Nude with Matisse Odalisque

### Utilisation en illustration
- L'éditeur français 10/18 a utilisé des reproductions de ses œuvres pour illustrer les couvertures de certains romans de Jim Harrison et d'Isaac Asimov.

## Musées
- Allemagne

Berlin : Neue Nationalgalerie
Cologne : Musée Ludwig
- Autriche

Vienne : Albertina
- Canada

Montréal : Musée des beaux-arts de Montréal
Québec : Musée national des beaux-arts du Québec
- Espagne

Madrid : Musée Thyssen-Bornemisza
- États Unis

Atlanta, Géorgie : High Museum of Art
Buffalo, New York : Albright-Knox Art Gallery
Dallas, Texas : Dallas Museum of Art
Lincoln, Nebraska : Sheldon Art Gallery
New York : MOMA; Musée Solomon R. Guggenheim
Oklahoma : Oklahoma City Art Museum
Pasadena, Californie : Norton Simon Museum
San Francisco : Fine Arts Museums of San Francisco
Washington D.C. : National Gallery of Art ; Smithsonian American Art Museum ; Hirshhorn Museum and Sculpture Garden (Great American Nude nr. 3, 4 et 20, 1961; Still life nr. 4, 1962; Great American Nude nr. 59, 1965; Bedroom painting nr. 38, 1978)
Winston-Salem, Caroline du Nord : Wake Forest University Fine Arts Gallery
Columbia : Columbia Museum of Art, Caroline du Sud
Joslyn Art Museum, Nebraska
Walker Art Center, Minnesota
- France

Saint-Étienne : Musée d'art moderne de Saint-Étienne (Illuminated still life, 1964)
Grenoble : Musée de Grenoble (Bedroom painting n° 31, 1973)
- Royaume-Uni:

Londres, Tate Gallery (Still life nr. 30, 1963; Seascape dropout, 1982)
- Italie:

Trente, Museo di Arte Moderna e Contemporanea
- Japon

Tokyo, Hara Museum of Contemporary Art

### Sources
- Stéphane Aquin, « Une première rétrospective américaine Tom Wesselmann : au-delà du Pop », Revue M du Musée des beaux-arts de Montréal,‎ printemps 2012, p. 4-9 (ISSN 1715-4820)